# 菲莉涅
菲莉涅（希臘語： Φιλίνη 或Φίλιννα；前四世紀人物），她原是色薩利拉里薩的舞者，後來成為馬其頓腓力二世的王后。她生有腓力·阿里達烏斯。

## 來源
- 威廉·史密斯，《希腊羅馬的神話和傳記辭典》,
- 阿特納奧斯. xiii. p. 557, e ; 弗提. Bibl. p. 64. 23.